# Conflicte del delta del Níger
L'actual Conflicte del delta del Níger va sorgir degut a les tensions entre les empresa petrolieres internacionals i els grups humans locals que es van donar des de la dècada de 1990, sobretot amb els ogonis i els ijaws. El conflicte del delta del riu Níger es produeix al sud de Nigèria, a la zona del delta del Níger.
El 2007 es va tornar a reproduir la inestabilitat ètnica i política, tot i que el 1999 Nigèria havia esdevingut democràtica. La competència per la riquesa petrolífera ha alimentat la violència entre els nombrosos grups humans; això ha portat a la completa militarització de la zona i s'hi han format milícies tribals i s'hi han augmentat el nombre de militars i policies nigerians, sobretot del MOPOL, que és una força paramilitar que està al servei del govern nigerià i que es va formar a la dècada del 1990 i que actualment té uns 40.000 membre a 36 estats nigerians, sobretot als del sud-est del país.
Les víctimes civils d'aquest conflicte viuen amb por degut a la impunitat dels militants de tots els bàndols que han comès greus violacions dels drets humans i que hi ha un nombrós nombre d'enfrontaments ètnics i regionals a la zona.

## Rerefons econòmic
Nigèria a la dècada del 1980 s'havia tornat gairebé totalment depenent de l'extracció de petroli des del punt de vista econòmic. La producció petrolífera era el 25% del seu PIB (i el 2008 aquest percentatge ha augmentat al 60%). Però, tot i que l'explotació del petroli ha creat riquesa, els beneficis per a la majoria de la població han estat escassos i lents, ja que aquests han anat sent obligats a abandonar les seves pràctiques agrícoles tradicionals des de la dècada de 1960.
La producció dels cultius agraris comercials i alimentaris es va reduir dràsticament a les últimes dècades del segle xx: la producció de cacau es va reduir un 43%; la de cautxú, un 29%; la de cotó, un 65%; i la de maní un 64%. I, tot i que les indústries petrolieres han donat treballa a un gran nombre de nigerians especialitzats, la majoria dels estats de la zona del delta del Níger i de l'extrem nord del país s'han empobrit des de la independència.
La regió del delta del riu Níger representa el 23% del total de la població de Nigèria i ha tingut un constant creixement de població. S'estima que el 2005 té més de 30 milions d'habitants. La seva densitat de població es troba entre les més altes del món: unes 265 persones per kilòmetre quadrat. El creixement vegetatiu és d'un 3% anual i Port Harcourt i les altres urbs del petroli creixen molt ràpidament. Juntament a l'augment de la urbanització, també hi ha un augment de la pobresa i l'atur, així com de la corrupció oficial. Això produeix que també hi hagi una destrucció dels ecosistemes ecològics de la zona.

## Conflicte dels ogonis (1992-1995)
El 1957 es va descobrir petroli a Ogoniland, una regió del sud-est del delta del Níger poblat pels ogonis. Chelldon i Shell van començar a explotar-hi els pous l'any següent i per això les forces del govern van expulsar a molts dels pobladors de la regió a canvi d'una petita compensació econòmica. A partir de la nova constitució del 1979, el govern podia expropiar legalment qualsevol terra que volgués per a l'explotació de pous petrolífers.
Durant la dècada de 1980 el descontentament dels ogonis va augmentar perquè se'ls va anar deteriorant el seu ecosistema, la seva economia i la seva societat degut a les expropiacions. El 1992 es va fundar el Moviment per a la Supervivència del Poble Ogoni (MOSOP) que estava encapçalat per l'escriptor i dramaturg Ken Saro-Wiwa. Aquest va organitzar campanyes a favor de la lluita del poble ogoni per als seus drets ètnics i ambientals contra el govern nigerià i l'empresa Shell.
A partir del desembre del 1992, el conflicte entre els ogonis i les empresa petrolieres va escalar de nivell i intensitat. Els dos bàndols van començar a utilitzar la violència i el MOSOP va llançar un ultimàtum a les empresa petrolieres (Shell, Chevron i la Nigerian National Petroleum Corporation) que exigia uns 10 mil milions de dòlars per a fer front als danys i perjudicis, així com la paralització immediata de la degradació mediambiental i que totes les perforacions que es fessin en el futur fossin negociades.
Els ogonis van amenaçar que organitzarien mobilitzacions massives si les empresa petrolieres no complissin amb les seves exigències, esperant que d'aquesta manera les seves pressions arribessin al govern central, ja que els governs estatals no tenien poder sobre les grans multinacionals. També esperaven que el govern nigerià els ajudés, ja que consideraven que els tenien abandonats. La resposta del govern nigerià, però, fou la de prohibir qualsevol reunió pública i va declarar que qualsevol acte que molestés a la indústria del petroli es consideraria com traïció a la pàtria. Tot i això, l'extracció de petroli de la zona va disminuir.
El 1994 va empitjorar la repressió i el 21 de maig els pobles ogonis foren ocupats per soldats i policies, al mateix temps que van ser assassinats quatre dels líders més radicals del MOSOP. Saro-Wiwa fou arrestat i exiliat de la seva terra nadiua. Les forces militars nigerianes van reprimir durament als ogonis, fins al punt que Amnistia Internacional els va acusar de terrorisme d'estat. A mitjans de juny d'aquest any, els cossos de seguretat estatals havien arrasat 30 pobles, detingut a 600 persones i matat a més de 40. Però aquesta xifra s'elevà fins a una xifra total d'uns 2000 civils morts i uns 100.000 desplaçats interns.
Un tribunal especialment convocat i elegit pel general Sani Abacha va condemnar a mort i penjar a Saro-Wiwa i uns altres vuit líders ogonos acusant-los que havien assassinat als altres quatre líders que havien estat morts el 10 de novembre de 1995.
Aquestes execucions van provocar una resposta internacional immediata. El judici fou criticat per organitzacions de drets humans i per altres estats que consideraven que el règim nigerià atemptava contra els drets humans i civils. La Commonwealth, que demanava clemència, va suspendre a Nigèria de ser-ne membre i els Estats Units i la Unió Europea van imposar sancions a Nigèria, excepte en els temes referents al petroli.
Un informe de Greenpeace del 2001 va demostrar que la companyia Shell havia subornat a persones per tal que acusessin a Saro-Wiwa i els altres activistes ogonis.
A partir del 2006, amb la transició vers la democràcia, la situació d'Ogoniland ha millorat significativament. Però, tot i això encara no s'ha buscat obtenir justícia mitjançant la investigació i judici dels implicats en la destrucció i violència contra els ogonis tot i que als Estats Units hi ha una demanda col·lectiva contra la Shell.

## Crisi de Warri. Conflicte entre els itsekiris i els ijaws (1997)
A la dècada de 1990 van augmentar els enfrontaments de milicians itsekiris amb ijaws, sobretot a la ciutat de Warri. Els itsekiris havien estat els primers a entrar en contacte amb els europeus que els subministraren armes des del s. XVI a canvi que els proporcionessin esclaus. Aquests foren millor tractats durant el règim colonial britànic, cosa que va causar que els ijaws, el grup humà més nombrós del delta del Níger, els tinguessin rancor. La independència no va fer disminuir les tensions i el descobriment de petroli a finals del 1950 va provocar l'augment de la competència dels dos grups ètnics. El 1997, amb la mort d'Abacha, els ijaws, els itsekiris i els urhobos van lluitar per al control de Warri, la ciutat més rica del delta del Níger. Aquest any, quan la capital de la LGA de Warri passà a tenir la capital en territori itsekiri, hi va haver grans manifestacions i disturbis per part dels ijaws que van causar centenars de morts i que s'ocupessin sis centrals de la Shell. Després de la Crisi de Warri, la seu de la LGA va retornar a territori ijaw i es van negociar acords entre els dos grups humans perquè reconeguin que tenen els mateixos drets sobre les terres i les seves riqueses.

## Disturbis dels ijaws (1998-1999)
El desembre del 1998 es va formar el Consell de la Joventut Ijaw (IYC)). Aquesta és una organització política que lluita a favor dels drets i dels interessos dels ijaws. Ha arribat a tenir entre 4.000 i 5.000 militants i va fer la Declaració de Kaiama, en la qual s'afirma que els ijaws han perdut el control de les seves terres degut a l'acció directe de les companyies petrolieres i es demana a aquestes que marxin del seu territori. El IYC es va comprometre a lluitar pacíficament per la llibertat, l'autodeterminació i la justícia ecològica i va preparar, a portar a cap la Campanya Operació Canvi Climàtic a partir del 28 de desembre. Aquesta havia de comportar celebracions, oracions i accions directes.
El govern, com a resposta immediata va enviar dos vaixells de guerra amb uns 15.000 soldats que van ocupar els estats de Bayelsa i del Delta. Quan els soldats van entrar a Yenagoa van atacar els joves que intentaven parar les activitats de les empresa petrolieres. Al matí del 30 de desembre 2000 joves vestits de negre es van manifestar, però els soldats nigerians els van atacar amb armes de foc i gas lacrimogen: van matar tres joves i en van arrestar a 25. Els mateixos dies l'exèrcit va reprimir una altra marxa i van matar a tres manifestants més. Es va declarar l'estat d'emergència a tot l'estat de Bayelsa, es va imposar un toc de queda i es van prohibir les reunions. Els militars, a més a més, van actuar brutalment contra els detinguts. A la nit del mateix dia l'exèrcit també va envair cases particulars i van atemorir a la població civil.
El 4 de gener del 1999 100 soldats van atacar els pobles ijaw d'Opia i d'Ikiyan, a l'estat del Delta. Es va demanar que el líder ijaw Bright Pablogba negociés, però els militars el van metrallar juntament amb 60 acompanyants més i els pobles foren incendiats i saquejats per l'exèrcit nigerià.
Tot i això, l'Operació Canvi Climàtic va continuar i va interrompre el subministrament de petroli de Nigèria durant aquest any. El 20 de novembre l'exèrcit va fer la matança d'Odi, en la qual es van matar entre 43 i 2.500 ijaws. Posteriorment els joves ijaws van continuar les accions no violentes i els atacs a treballadors i instal·lacions petrolíferes. El 2001, el IYC va passar a estar liderat per Mujahid Dokubo-Asari.

## Creació de la NDCC
El president Olusegun Obasanjo va crear el 2000 la Comissió de Desenvolupament del Delta del Níger amb el mandat exclusiu de fomentar el desenvolupament de la zona del delta del riu Níger que és molt ric en petroli. D'ençà que es va formar, el NDDC s'ha centrat en el desenvolupament d'infraestructures socials, físiques, ecològiques i en la rehabilitació del medi ambient i el desenvolupament humà.

## Aparició de grups armats al delta del riu Níger (2003-2004)
La regió del delta del Níger es va militaritzar degut als disturbis i conflictes entre els diferents grups humans. Funcionaris nigerians van estar involucrats en finançar la formació de grups armats paramilitars esperant garantir la seguretat de la regió i per a complir els seus interessos polítics. Els combats es concentren als estats del Delta i de Rivers.
Fins al 2003, Warri era l'epicentre de la violència, però aquest any es va traslladar a la zona de Port Harcourt quan grups formats sobretot d'ijaws descontents van començar a instal·lar-se a la regió. Aquests es van ajuntar en grups de guerrilles d'un centenar de membres.
Hi va haver confrontacions intenses entre la NDPVF (Niger Delta People's Volunteer Force i la NDV (Niger Delta Vigilante) perquè la primera va finançar la campanya política de Peter Odili, governador de Rivers després de les eleccions de l'abril del 2003. Quan es va considerar que l'elecció d'Odili hagués estat fraudulenta, aquest va deixar d'ajudar financerament la NDPVF i va començar a pagar a la NDV, que es va organitzar com una organització de paramilitar en contra de la primera.
Posteriorment es va produir violències als pobles de la ribera al sud-est de Port Harcourt amb dos grups que lluitaven per aconseguir les rutes d'aprovisionament de combustible. Aquestes conflagracions van ocasionar violència contra la població civil que va causar morts i un desplaçament generalitzat de la població local. Es va interrompre la vida quotidiana de la societat civil i les escoles i l'economia es van aturar degut a aquestes confrontacions.
La NDPVF va respondre a la campanya estatal en contra seva amb arguments populistes anti-govern i a favor del nacionalista pan-ijaw i de l'autodeterminació d'aquest poble. Després, el govern de l'estat va respondre-hi enviant-hi la policia, l'exèrcit i la marian que va ocupar Port Harcourt el juny del 2004.
El NDV va col·laborar amb les forces governamentals en contra de la NDPVF. Però les forces estatals no van protegir la població civil i fins i tot s'ha documentat que l'exèrcit va utilitar el conflicte com excusa per atacar i saquejar les cases dels civils. El NDPVF també va acusar els militars de bombardejar per via aèria diverses aldees i poblats, cosa que l'exèrcit negava: deia que la força aèria només es va utilitzar una vegada la força aèria per a destruir la seu de la NDPVF.
Les forces de la NDPVF també van assassinar civils. A finals de l'agost del 2004 hi hagué diverses batalles brutals al passeig marítim de Port Harcourt i es van destruir completament alguns barris residencials quan la NDPVF els va cremar. Al setembre d'aquest any va arribar el clímax de la violència, cosa que va fer que la comunitat internacional parés atenció en el conflicte.

### Grups armats
A la zona del delta del Níger, els grups armats han format aliances amb els grups polítics i ètnics de la zona. Entre aquests destaquen: 
- NDPVF (Niger Delta People's Volunteer Force): grup armat creat per Asari el 2004 quan va perdre el control de la IYC enfront a Felix Tuodolor.[25] Està format sobretot per ijaws. El 2005 Asari fou empresonat. El NDPVF exigeix sovint una majro proporció de la riquesa que aporta el petroli per a les poblacions locals i fins i tot ha arribat a reivindicar la independència de la regió del delta del Níger. El IYD va donar ajuda financera a la campanya del governador de l'estat del Delta, Peter Odili a les eleccions d'abril del 2003. Quan Asari va criticar públicament que la seva elecció fou fraudulenta, Odili va retirar el finançament del NDPVF i va començar a ajudar a la NDV, associació que va utilitzar com a grup paramilitar per a acabar amb el NDPVF.
- NDV (Niger Delta Vigilante) d'Ateke Tom, fundada el 2003. El grup està format sobretot per ijaws i opera als voltants de Port Harcourt i el seu principal objectiu és controlar els vastos recursos de la zona, que és molt rica en petroli. Opera com un grup paramilitar rival del NDPVF.
- MEND (Movement for the Emancipation of the Niger Delta): format per Godswill Tamuno i Jomo Gbomo el desembre del 2005.[25] És un dels grups armats més grans de la zona. Aquesta organització té la intenció d'exposar l'explotació i l'opressió dels pobles del delta del Níger i la devastació del medi ambient feta per la col·laboració entre el Govern Federal de Nigèria i les empreses multinacionals del petroli. El MEND s'ha vinculat als atacs en contra de les operacions petrolíferes a Nigèria com a part del conflicte del delta del Níger, a la participació en accions com el sabotatge, robatori, destrucció de la propietat, guerrilles i segrestos. El 2007 el grup va començar a dividir-se en diverses faccions regionals, occidental, central i oriental.[26] Aquest any, la facció occidental tenia entre mil i tres mil membres sota el comandament de Henry Okah, la central es componia de dos camps d'entrenament, Boyloaf, que tenia entre 800 i 1.800 guerrillers i Farah, que tenia entre 750 i 1.000 homes, tots lleials als seus antics dirigents i l'oriental estava sota el comandament de Soboma George i tenia uns 4.000 guerrillers.[26]
- JRC (Joint Revolutionary Council): Format el gener del 2006; grup armat que intenta agrupar i que els diversos grups guerrillers actuin conjuntament. Agrupa la MEND, la RNDPVF i la MB i els integra dins del comitè de negociacions NDTC (Comitè Tècnd Delta del Níger).[27] La seva portaveu era Cynthia White.[25] Quan aquesta fou arrestada, el seu nou líder fou Edwin Clark.[28]
- GRAND (Gran Aliança Reformada del Delta del Níger): grup armat guerriller menor, liderat per Sam Ebiye, que fou assassinat el 2009.
- FNDIC (Federated Niger-Delta Ijaw Communities): grup armat ijaw fundat pel doctor Oboko Bello amb l'ajuda del governador de l'estat del Delta, Ekpemupolo. Va ajudar a intimidar a les companyies petrolieres cometent actes il·lícits. El 2005 tenia uns 3.000 membres que operaven a la regió de Warri.[26]
- MASSOC (Movement for the Actualizatinn of the Sovereign State of Biafra): grup format el 1999. És un moviment secessionista que persegueix el ressorgiment de l'antic estat de Biafra. Està dirigit per un advocat que resideix a l'Índia, Ralph Uwazuruike. El 2004 els seus membres foren arrestats en diversos operatius i hi ha uns 1000 membres que estan a la presó.[29][30]
- OPC (Congrés dels Pobles Oodua): també anomenat OLM (Moviment d'Alliberació Oodua) o RCN (Consell Revolucionari de Nigèria), format per militants nacionalistes iorubes i que opera a Benín i al sud-oest de Nigèria. Està format per un grup d'elit ioruba liderat per Frederick Fasehun i que fou format el 1997. El 1999 se'n va separar una facció liderada per GAniyu Adams. Al desembre del 1999, després d'un Congrés de l'organització es van decidir crear milícies d'autodefensa enfront dels atacs de hauses armats contra els iorubes al nord de Nigèria.
- BASMOSD (Moviment per a l'Autodeterminació Bakassi): grup que demana la independència de la península de Bakassi, un territori que està en disputa entre Nigèria i el Camerun. Fou fundat el 2006 després de posar sobre la taula una declaració de secessió l'agost d'aquell any. Tony Ene Asuquio, un dels seus primers líders va morir un mes després en un misteriós accident de trànsit. Ha participat en accions de segrest i terrorisme, sobretot per part de la seva facció armada, la Bakassi Freedom Fighters que rep ajuda de l'SCAPO i del NDDSC. El seu líder actual és Ebi Dari.
- Bakassi Boys: grup de vigilància que opera en el territori igbo i que estan armats amb armes de foc i matxets i que estan acusats d'abusos i violació dels drets humans. Han sorgit després de la democratització del país.[31]
- APC (Assemblea Popular Arewa): grup armat que opera al nord de Nigèria a favor dels interessos dels hausses i els fulbe. El grup es va crear formalment el 13 de desembre del 1999. El lema de la APC és assegurar la indivisibilitat del país. El grup va crear unes autoadefenses en resposta a la militarització dels iorubes de la OPC. L'aparició de grups militars com la APC i la OPC és un dels factors que alimenten la violència entre les comunitats de Nigèria.

Entre les milícies, les guerrilles i els "cultes" més petits es mencionen: la Delta Militant Force Squad (NDMFS), la Niger Delta Coastal Guerillas (NDCG), el South-South Liberation Movement (SSLM), el Movement for the Sovereign State of the Niger Delta (MSSND), el Meinbutus, el November 1895 Movement, el ELIMOTU, els Arogbo Freedom Fighters, el Iduwini Volunteer Force (IVF), el Niger Delta People's Salvation Front (NDPSF), la Coalition for Militant Action (COMA), els Greenlanders, els Deebam, els Bush Boys, el Ku Klux Klan (KKK), els Black Braziers i els Icelanders. En total hi ha més de 50 grups armats.
Un estudi de l'Academic Associates PeaceWorks (AAPW) relitzat el 2007 estimava que, en el seu conjunt, les forces armades irregulars, que inclouen milícies tribals, guerrilles polítiques i bandes criminals i de narcotraficants sumaven un total de 60.000 combatents, dels que 25.000 estan a l'estat del Delta.

## La crisi del petroli de Nigèria
A principis de setembre del 2004, el president Olusegun Obasanjo va ordenar una ofensiva contra el NDPVS i Asari va respondre declarant la guerra a l'estat nigerià i a les empresa petrolieres i va amenaçar d'interrompre les activitats de producció de petroli atacant els pous i les canalitzacions. Això va provocar una gran crisi i l'endemà, el 26 de setembre, la Shell va evacuar 235 treballadors i va reduir molt la producció de petroli.

## Campanya de 2006
Des de principis del 2006 el MEND va llançar diversos atacs contra les instal·lacions petrolífieres. L'agost, l'exèrcit va llançar una ofensiva ferotge contra els rebels amb embarcacions per via fluvial i milicians per via terrestres. Van bloquejar rutes, sobretot a la costa i van deixar a la JTF que vigilessin la zona. Aquesta incloïa tropes de l'exèrcit, la policia, la marina i la força aèria i va ser fundada el 2003 per a enfrontar-ser a les operacions subversives del delta del Níger.

## Campanya de 2009
El 13 de maig de 2009 el JTF va llançar una ofensiva contra el MEND. L'ofensiva fou una resposta als segrestos de 18 soldats nigerians i de 15 mariners estrangers. Milers de nigerians van fugir de les seves aldees aquesta ofensiva va causar centenars de morts. Uns 20.000 civils ijaws van quedar atrapats en els seus pobles on es van realitzar les ofensives i van fugir entre 3 i 10 mil habitants.

### Intents de desmobilització de 2009
El 26 de juny del 2009, el govern de Nigèria va anunciar que concediria una amnistia o indult incondicional als militants del delta del Níger que duraria 60 dies: entre el 6 d'agost i el 4 d'octubre. L'expresident de Nigèria, Umaru Musa Yar'Adua va firmar l'amnistia després d'haver-ho consultat amb el Consell Nacional de l'Estat. Durant 60 dies, els joves armats estaven obligats a entregar les seves armes al Govern a canvi que aquest els ajudés a capacitar-se i a rehabilitar-se. Uns 15.000 combatents van abandonar les armes.
Tot i que durant aquest període es van entregar armes com granades, pistoles, explosius, municions i fins i tot vaixells de guerra. Tot i això, gran part dels combatents van continuar amb les accions armades.

## Controvèrsia de la Royal Duthc Shell
L'associació ambientalista holandesa Friends of the Earth Netherlands i Amnistia Internacional han llançat campanyes contra Shell per la seva actuació al delta del riu Níger. Aquestes organitzacions han criticat les conseqüències econòmiques i sanitàries de l'explotació petroliera per les persones de la zona. Com que Shell no ha pogut respondre de manera efectiva les acusacions, aquestes dues associacions consideren que Shell ha contribuït a les violacions dels drets humans de la regió, a més a més d'haver provocat problemes mediambientals importants i incalculables.

## 2012-2013 - Augment de la pirateria
A l'octubre del 2012 la costa de Nigèria va començar a experimentar un augment de la pirateria. A principis del 2013 Nigèria va esdevenir el segon estat d'Àfrica en què la pirateria és més important, després de Somàlia. Es creu que el Movement for the Emancipation of the Niger Delta està darrere la majoria d'aquests atacas. Des de l'octubre del 2012, el MEND ha segrestat 12 vaixells, 33 mariners i ha matat 4 treballadors de les indústries del petroli. Des de llavors els Estats Units ha enviat soldats per a entrenar l'exèrcit nigerià en tàctiques marítimes contra els pirates. S'ha capturat un total de 33 pirates.